# Sarekat Islam

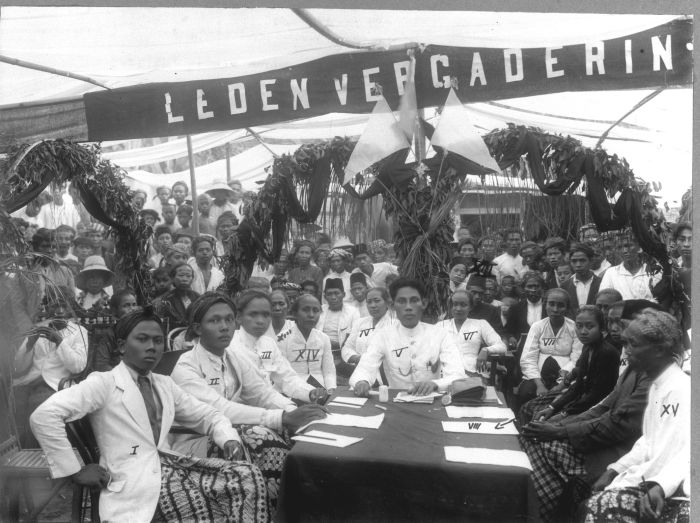
Gruppenporträt

Sarekat Islam (Islamische Vereinigung, SI), früher Sarekat Dagang Islam (Islamische Handelsvereinigung, SDI), war eine indonesische Organisation.
Die javanische Genossenschaft aus Händlern wurde von Haji Samanhudi, einem Geschäftsmann in Surakarta, 1905 oder 1912, je nach Quelle, gegründet. Samanhudis Geschäft war Batik gewidmet, einem Textilverfärbeverfahren. 
Später erfolgte die Umbenennung der im städtischen islamischen Milieu angesiedelten Vereinigung in Sarekat Islam, deren Hauptsitz dann in Surabaya war.  Unter anderem spielten H.O.S. Cokroaminoto und Haji Agus Salim, der spätere Außenminister Indonesiens, eine wichtige Rolle in der Genossenschaft. In der Organisation war unter anderem auch Sukarno, der spätere Präsident von 1945 bis 1967. Agus Salim trat der Sarekat Islam im Jahre 1915 bei und vertrat einen moderaten Islam. 1917 geriet die Sarekat Islam unter den Einfluss der marxistischen Ideologie.